# Sho Sasaki
Sho Sasaki (佐々木 翔 Sasaki Sho?), född 2 oktober 1989, är en japansk fotbollsspelare.
Sho Sasaki spelade 2 landskamper för det japanska landslaget.